# Manushi Chhillar
Manushi Chhillar (Gurgaon, Haryana, India, 14 de mayo de 1997) es una modelo y reina de belleza india, ganadora de Miss Mundo 2017, convirtiéndose así en la sexta Miss Mundo para su país.

## Biografía
Nació en la localidad de Gurgaon de la ciudad de Haryana, al norte de la India. Es la hija del Dr. Mitra Basu Chhillar, un científico de la Organización de Investigación y Desarrollo de Defensa y de la Dra. Neelam Chhillar, es una profesora asociada y jefa de departamento de Neuroquímica en el Instituto de Comportamiento Humano y Ciencias Afines.

### Miss Mundo 2017
El pasado 18 de noviembre del 2017, Chhillar representó a la India en el 67° Edición del Miss Mundo en Sanya, China. En donde resultó ganadora y fue coronada por la puertorriqueña Stephanie Del Valle, Miss Mundo 2016.
| Predecesor: Stephanie Del Valle Puerto Rico | Miss Mundo 2017 | Sucesor: · Vanessa Ponce de León · México |